# 디에고카니스
디에고카니스(Diegocanis)는 트라이아스기 후기 아르헨티나에 살았던 키노돈트이다. 디에고카니스의 화석은 2013년 이스키구알라스토-빌라 유니온 분지(Ischigualasto-Villa Unión Basin)의 이스키구알라스토 지층(Ischigualasto Formation)의 칸차 데 보카스(Cancha de Bochas)에서 발견되었다. 디에고카니스는 엑테니니온과(Ecteniniidae)에 속하며 엑테니니온과에는 엑테니니온(Ecteninion), 트루시도키노돈(Trucidocynodon), 디에고카니스, 총 3속이 속한다.